# Dora d'Istria
Dora d'Istria (Bucareste, 2 de janeiro de 1828 — Florença, 17 de novembro de 1888, nome de duquesa de Helena Koltsova-Massalskaya, foi uma escritora e feminista romena.